# John Archibald McDonald (homme politique néo-écossais)
Pour les articles homonymes, voir John McDonald et McDonald.
John Archibald McDonald (25 février 1851-17 février 1925) est un homme politique canadien de la Nouvelle-Écosse. Il est député libéral fédéral de la circonscription néo-écossaise de Victoria de 1887 à 1891 et conservateur de 1891 à 1896.
Il est également député conservateur provincial de la circonscription néo-écossaise de Victoria County de 1882 à 1886.

## Biographie
Né à North East Margaree en Nouvelle-Écosse, McDonald étudie au Horton Academy et le droit à l'Université Acadia. Nommé au barreau de la Nouvelle-Écosse en 1877, McDonald est également curateur de la Baddeck Academy (en) et fonctionnaire municipal de Victoria.